# 후지사키정
후지사키정(일본어: 藤崎町 후지사키마치[*])은 일본 아오모리현 쓰가루 평야 중앙에 있는 미나미쓰가루군의 정이다.

## 인접한 자치체
- 아오모리시
- 구로이시시
- 히로사키시
- 기타쓰가루군 이타야나기정
- 미나미쓰가루군 이나카다테촌

## 역사
- 1889년 4월 1일 - 정촌제 시행으로 후지사키촌, 가도노촌이 성립하였다.
- 1923년 5월 20일 - 정으로 승격하였다.
- 1955년 2월 1일 - 후지사키정과 준노리촌이 합병해 구 후지사키정이 되었다.
- 1956년 8월 10일 - 이타야나기정의 일부를 편입하였다.
- 2005년 3월 28일 - 구 후지사키정과 도키와촌이 신설 합병해 신 후지사키정이 성립하였다.
- 2007년 9월 1일 - 구 나미오카정의 일부를 아오모리시에서 편입하였다.

## 교통

### 철도
- 동일본 여객철도
  - 오우 본선
  - 고노선

### 도로
- 국도 7호선
- 국도 339호선

## 인구
| 연도 | 인구   | ±%     |
| ---- | ------ | ------ |
| 1960 | 20,609 | —      |
| 1970 | 18,355 | −10.9% |
| 1980 | 17,787 | −3.1%  |
| 1990 | 17,139 | −3.6%  |
| 2000 | 16,858 | −1.6%  |
| 2010 | 16,021 | −5.0%  |